# Rhampholeon uluguruensis
Rhampholeon uluguruensis — вид ігуаноподібних ящірок родини хамелеонових (Chamaeleonidae). Ендемік Танзанії.

## Поширення і екологія
Rhampholeon uluguruensis мешкають в горах Улугуру на сході Танзанії. Вони живуть у вологих гірських тропічних лісах, серед опалого листя. Зустрічаються на висоті від 1500 до 2000 м над рівнем моря.